# Adolf Friedrich zu Mecklenburg
Adolf Friedrich Albrecht Heinrich Herzog zu Mecklenburg, bis 1919: Herzog Adolf Friedrich zu Mecklenburg[-Schwerin] (* 10. Oktober 1873 in Schwerin; † 5. August 1969 in Eutin) war ein deutscher Hochadeliger, Afrikareisender, Kolonialbeamter und Sportfunktionär. Er war der letzte Gouverneur der deutschen Kolonie Togo und am Ende des Ersten Weltkriegs kurzzeitig als Staatsoberhaupt des geplanten Vereinigten Baltischen Herzogtums vorgesehen. In der Zwischenkriegszeit war er in der Kolonialbewegung aktiv. Nach dem Zweiten Weltkrieg wurde er von 1949 bis 1951 der erste Präsident des Deutschen Olympischen Komitees.

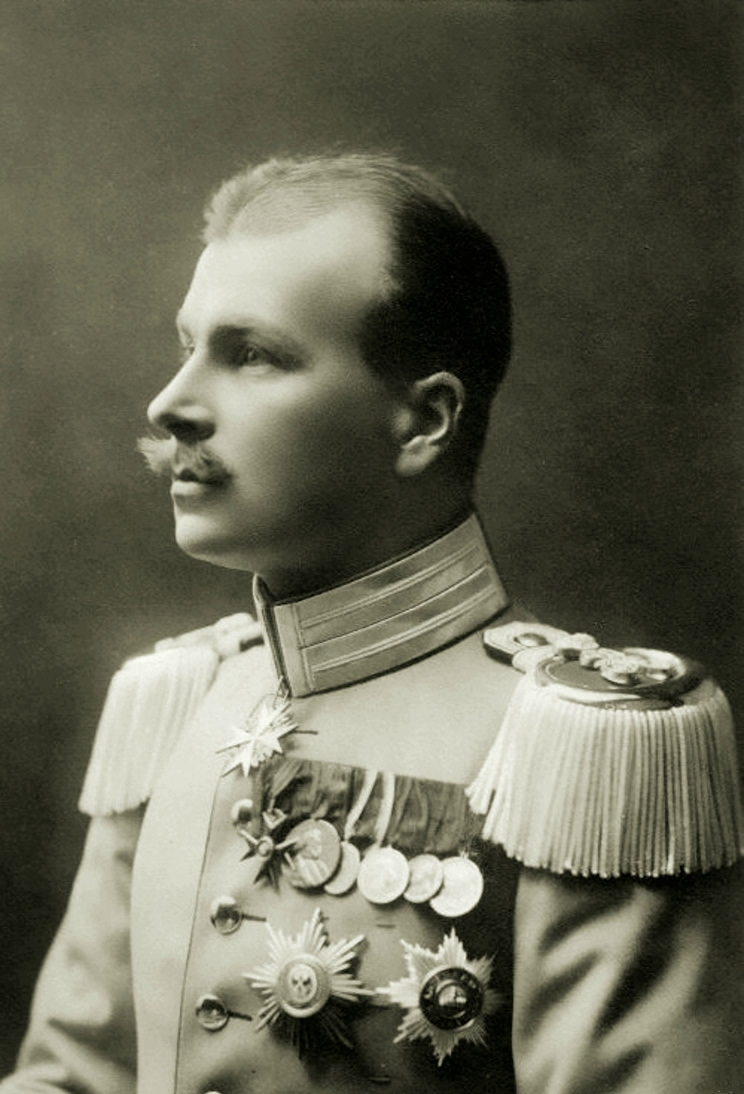
Herzog Adolf Friedrich zu Mecklenburg (1905)

## Leben

### Familie und Ausbildung

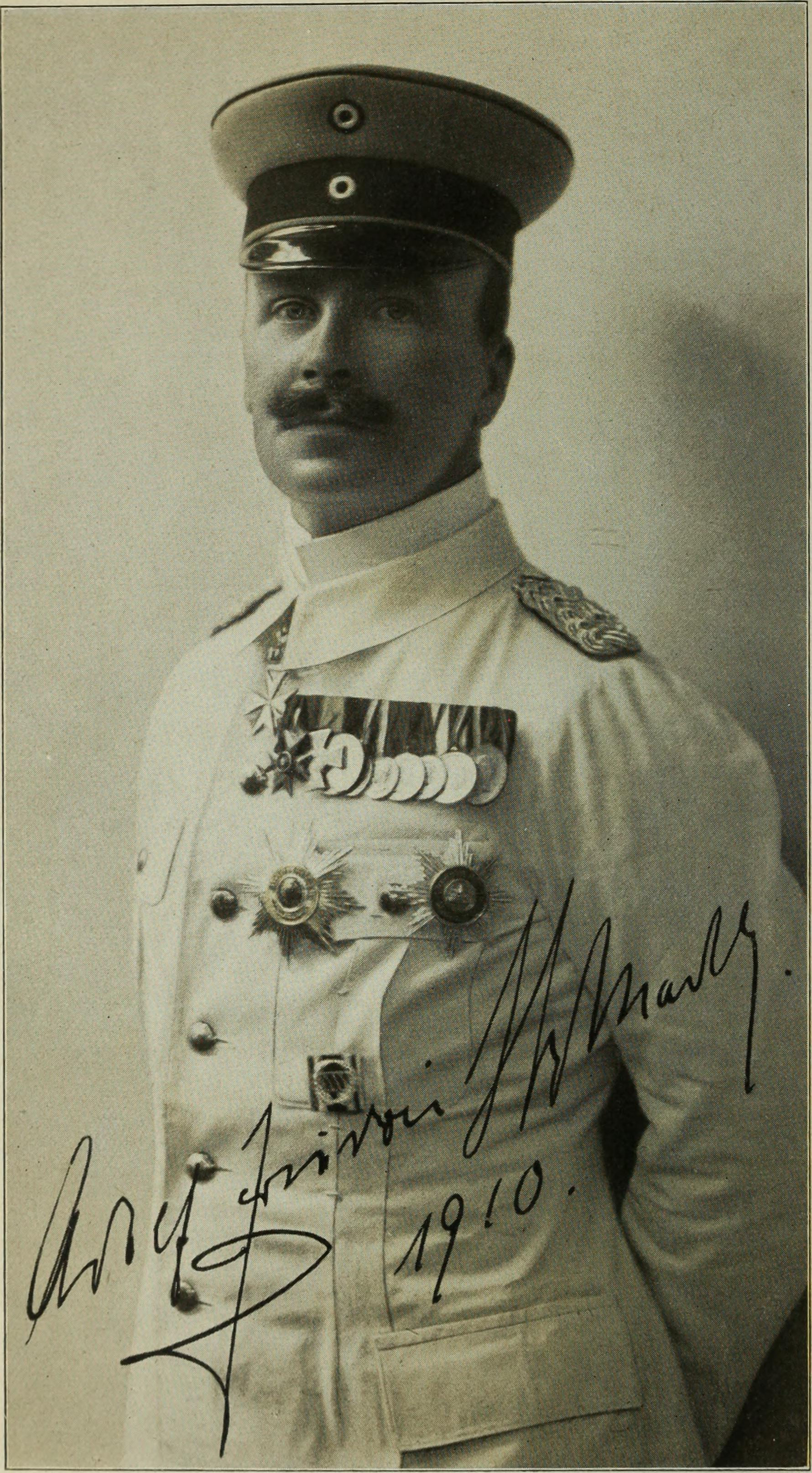
Herzog Adolf Friedrich im Tropenanzug (1910)

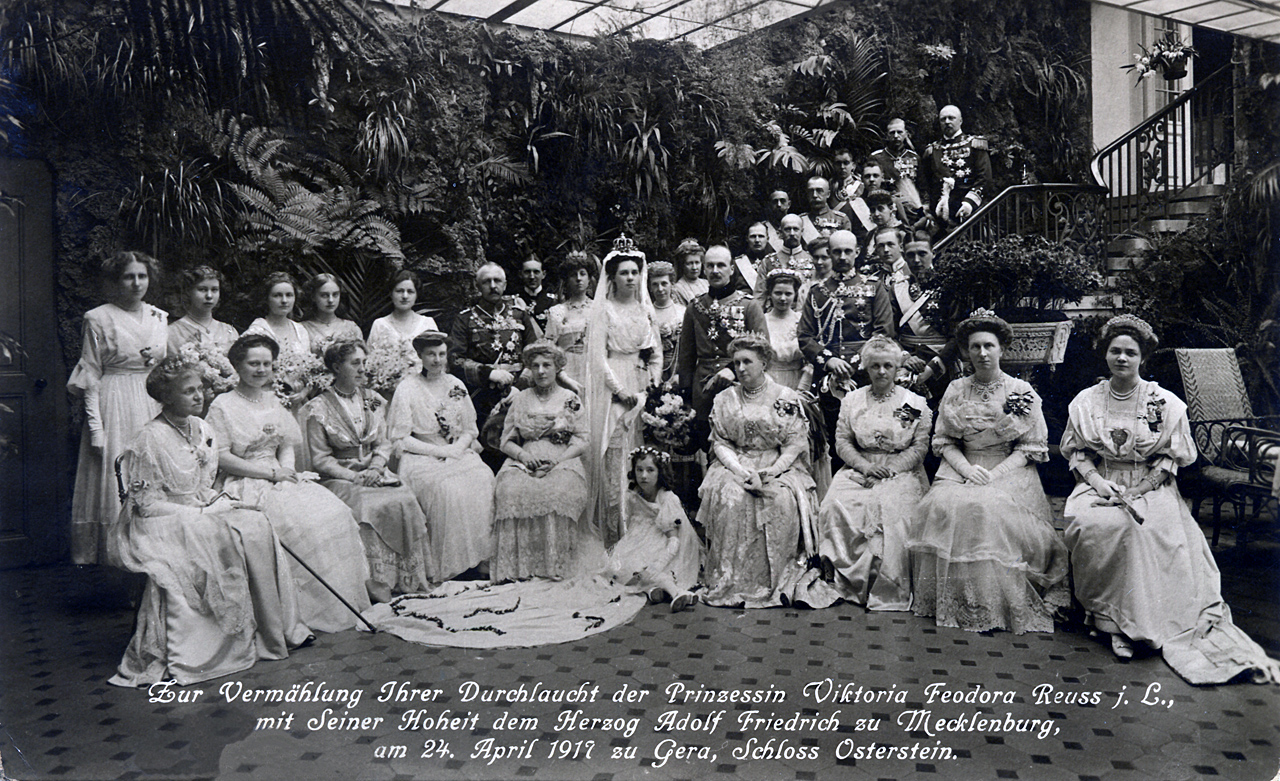
Hochzeit mit Prinzessin Viktoria Feodora Reuß j. L. am 24. April 1917 auf Schloss Osterstein in Gera

Adolf Friedrich war das dritte Kind aus der dritten Ehe des Großherzogs Friedrich Franz II. von Mecklenburg im Landesteil Mecklenburg-Schwerin mit Prinzessin Marie Caroline von Schwarzburg-Rudolstadt. Zu seinen Halbgeschwistern gehörten der 1897 verstorbene Großherzog Friedrich Franz III. und der Regent Herzog Johann Albrecht zu Mecklenburg. Adolf Friedrich war ein Onkel des letzten regierenden Großherzogs von Mecklenburg-Schwerin Friedrich Franz IV. sowie der letzten deutschen Kronprinzessin Cecilie von Preußen.
Der junge Herzog besuchte nach Unterrichtung durch seine Hauslehrer das öffentliche Vitzthumsche Gymnasium in Dresden. Nach Beendigung seiner schulischen Ausbildung reiste er 1894 in den Orient (siehe unten). Anschließend leistete Adolf Friedrich im Rang eines Leutnants im preußischen Garde-Kürassier-Regiment seinen Militärdienst. Nach einem schweren Reitunfall im Sommer 1898 in Hamburg musste er den aktiven Dienst in der preußischen Kavallerie für einige Zeit ruhen lassen. Zum Rittmeister befördert, befehligte er in den folgenden Jahren die 2. und später die 5. Eskadron des Regiments. Seine Militärkarriere hinderte ihn nicht daran, weiter seiner Reiseleidenschaft nachzugehen. 1902 unternahm er eine fünfmonatige Reise, die ihn von Genua durch Afrika nach Ceylon führte. 1904 verließ der zwischenzeitlich zum Major beförderte Adolf Friedrich das Berliner Garde-Kürassier-Regiment und beendete damit seine aktive Dienstzeit. Er wurde dem 2. Garde-Dragoner-Regiment „Kaiserin Alexandra von Russland“ à la suite gestellt. 1905 begab er sich für vier Monate zum zweiten Mal nach Afrika, wo er die östlich des Victoriasees gelegenen Länder besuchte.
Adolf Friedrich heiratete zum ersten Mal (im Alter von 43 Jahren) am 24. April 1917 in Gera Prinzessin Viktoria Feodora Reuß. Sie starb einen Tag nach der Geburt der gemeinsamen Tochter Woizlawa-Feodora am 18. Dezember 1918. Am 15. Oktober 1924 heiratete er in zweiter Ehe die Witwe seines Halbbruders Johann Albrecht, Elisabeth zu Stolberg-Roßla. Seine zweite Frau überlebte ihn um wenige Wochen und starb 1969. Seine Tochter heiratete am 15. September 1939 Heinrich I. Prinz Reuß; deren Sohn (* 1951) ist der im Dezember 2022 verhaftete Heinrich XIII. Prinz Reuß.

### Reisen und Expeditionen

#### Orientreise 1894
Nach dem bestandenen Abitur erhielt Adolf Friedrich eine Reise als Geschenk. Die Reise führte ihn 1894 zusammen mit dem Premierlieutenant Georg von Rauch (1861–1905) vom 2. Garde-Dragoner-Regiment in den Orient, wo er zu Pferde von Jerusalem nach Damaskus ritt. Nach der Überwindung des Tauruspasses durchquerte er die Türkei und besuchte dort unter anderem Ankara und Konstantinopel. Hiernach führte der Distanzritt  ihn und seinen Begleiter Rauch nach Bulgarien und Ungarn. In Budapest endete die über 2500 km lange Reise zu Pferde.

#### Afrika-Expedition 1907/08
Bereits im Jahr 1904 begann Adolf Friedrich mit den Planungen einer umfangreichen wissenschaftlichen Afrikaerkundung. 1907 wurde er Leiter einer teils von ihm finanzierten wissenschaftlichen Forschungsreise in das Gebiet des Zentralafrikanischen Grabens. Die von Adolf Friedrich geleitete Expedition durchquerte Afrika von Ost nach West, wofür er am 2. Dezember 1908 mit der goldenen Eduard-Vogel-Medaille des Vereins für Erdkunde zu Leipzig ausgezeichnet wurde.
Die Expedition startete am 17. Juni 1907 in Bukoba am Westufer des Victoriasees und führte
zum Kivusee und in das Kongogebiet. Auch das Gebiet am Uelle war Ziel der Expedition, die im Juni 1908 endete und die insgesamt 1017 Schädel nach Deutschland brachte. Zumeist wurden die menschlichen Schädel ohne Zustimmung von Einheimischen oder Angehörigen der Toten aus den Gräbern entnommen. Die umfangreiche zoologische Ausbeute der Expedition wurde dem Zoologischen Museum in Berlin übergeben. Das Botanische Museum zu Berlin erhielt den Großteil der Präparate.

#### Adolf-Friedrich-Kegel
1907 begaben sich die Teilnehmer der von Herzog Adolf Friedrich geführten Expedition in das Gebiet des Ruwenzori und der Kirunga-Virunga-Vulkane in Deutsch-Ostafrika. Dort bestiegen die Expeditionsteilnehmer einige der vulkanischen Erhebungen. Darunter war auch ein wenige Kilometer vom Nyamuragira gelegener Vulkankegel, der 1904 aufgrund vulkanischer Aktivität entstanden war. Der Geologe Egon Freiherr von Kirschstein und der Topograf Max Weiß waren die ersten Europäer, die den Vulkankegel während der Expedition aufsuchten. Sie verliehen dem kleinen Vulkankegel den Namen Adolf-Friedrich-Kegel (Adolf-Friedrich-Vulkan).

#### Afrika-Expedition 1910/11

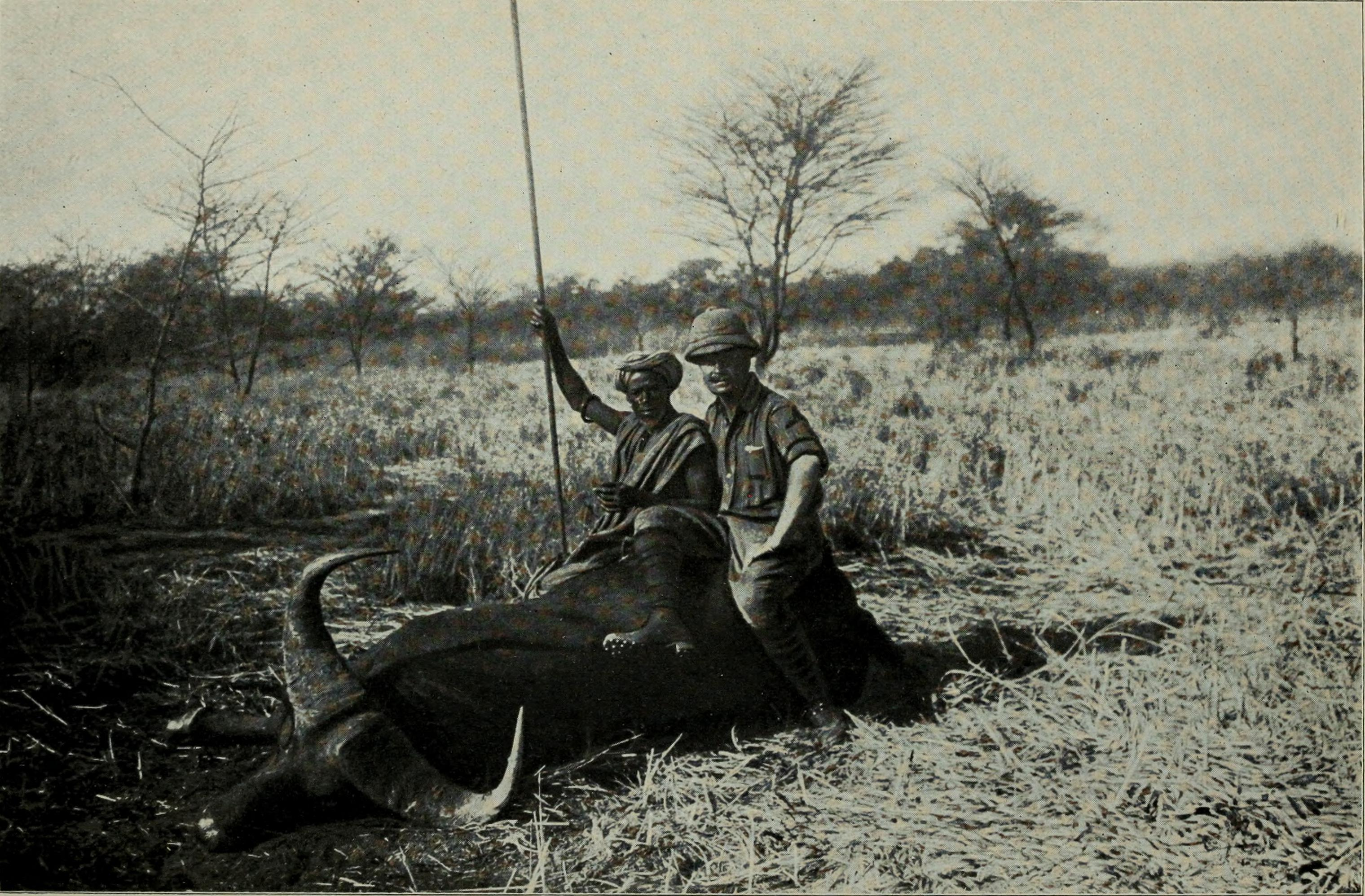
Auf der Jagd, Afrika Expedition 1910/11

1910/11 leitete Adolf Friedrich erneut eine Expedition, die zum Tschadseebecken und zu den nördlichen Kongozuflüssen bis zum Nil (in den heutigen Sudan) führte. Dabei bereisten Adolf Friedrich und seine Begleiter das noch wenig bekannte Urwaldgebiet an den rechten Kongo-Nebenflüssen und das Becken des Tschadsees. Einzelne Gruppen dehnten ihre Untersuchungen bis zum Bahr-el-Ghazal im Einzugsbereich des oberen Nil aus, andere bis nach Südkamerun und zu den Inseln im Golf von Guinea. Das anschließend veröffentlichte zweibändige Werk Vom Kongo zum Niger und Nil (siehe unten) gilt auch noch heute wegen seiner über 500 Abbildungen als interessant. Adolf Friedrich wurde in Anerkennung seiner Verdienste zum Ehrenmitglied der Berliner Gesellschaft für Anthropologie, Ethnologie und Urgeschichte ernannt.
Adolf Friedrichs Expeditionen waren innerhalb der herzoglichen Familie nicht unumstritten. Während Herzog Johann Albrecht seinen Halbbruder stets unterstützte, sah der Großherzog Friedrich Franz IV. das Engagement seines Onkels wesentlich kritischer. Nach seiner Abdankung brachte er im November 1923 in einem Brief an Cuno von Rantzau, den Leiter der großherzoglichen Vermögensverwaltung, seinen Unmut darüber zum Ausdruck, dass er vor 1914 den „Juden und Judengenossen“, die die Afrikaexpeditionen finanzierten, Orden verleihen musste.

#### Niederländisch-Indien 1923
1923 reiste Adolf Friedrich nach Niederländisch-Indien. Dort besuchte er unter anderem die Inseln Bali und Sumatra. Auf der zehnmonatigen Reise beobachtete er mit Interesse die dortigen landwirtschaftlichen Verhältnisse und knüpfte wirtschaftliche Kontakte. Während der Sumatra-Durchquerung widmete er sich zudem seiner sehr ausgeprägten Jagdleidenschaft.

### Gouverneur von Togo
Adolf Friedrich zu Mecklenburg war vom 22. Juli 1912 bis August 1914 der letzte Gouverneur der deutschen Kolonie Togo. Zudem war er von Februar 1913 bis zum Ausbruch des Ersten Weltkrieges als Konsul für die französische Kolonie Dahomey und die britische Kolonie an der Goldküste tätig.
Am 18. September 1912 befasste sich der Gouverneur in einer örtlichen Sitzung mit der im Mai 1912 durchgeführten Mischehendebatte im deutschen Reichstag. Die Kolonialbeamten lehnten Resolutionen des Reichstags zur Zulassung von Mischehen übereinstimmend ab. Regierungsrat Hermans erklärte zur Begründung: „Die Mischehenfrage kann nicht aus ethischen und religiösen Gesichtspunkten, sondern vor allem aus rassenpolitischen Gesichtspunkten beantwortet werden“. Mischehen sollten unter allen Umständen verhindert werden.
Gouverneur Adolf Friedrich zu Mecklenburg erließ zudem im Oktober 1913 das Verbot der traditionellen Namensübernahme des Vaters, um Kinder aus außerehelichen Beziehungen europäischer Männer mit einheimischen Frauen daran zu hindern, Rechte als Nachkommen ihrer deutschen Väter geltend zu machen. Der Gouverneur handelte in dieser Angelegenheit auch in eigener Sache, da er zeitweise eine Beziehung zu einer Kolonialbewohnerin unterhielt, aus der ein Kind hervorging.
Im Oktober 1913 stattete Wilhelm Solf, Staatssekretär und Leiter des Reichskolonialamtes, Gouverneur Adolf Friedrich einen Besuch ab. Aus diesem Anlass ließ der Gouverneur eine Askari-Parade abhalten und sorgte für die Inszenierung einer afrikanischen Tanzvorführung. Im Zuge des Besuches überreichten Stammesvertreter dem Staatssekretär eine Eingabe, in der sie sich über Brutalitäten und Repressalien in ihrem Alltag beschwerten. So konnte bereits die ausgebliebene Begrüßung eines deutschen Kolonialbeamten bestraft werden. Der Besuch wurde im Auftrag des Reichskolonialamtes gefilmt; der Film gilt heute als außergewöhnliches Dokument der Kolonialzeit in Togo.
Während der Amtszeit Adolf Friedrichs gehörten Zwangsarbeit und die Prügelstrafe zum Alltag der togolesischen Bevölkerung. So wurden im Zuständigkeitsbereich des Bezirksamtes Atakpamé im Mai 1913 an einem Tag 55 männliche Einheimische mit jeweils 25 Prügelhieben bestraft. Ihr Vergehen bestand nur darin, dass sie ihrer Pflicht zum Arbeitseinsatz nicht nachgekommen waren und damit die Weisungen des Bezirksamtes missachtet hatten. Der Gouverneur stellte die Strafe an sich nicht in Frage, er bemängelte lediglich die zu kurz geratene schriftliche Straferläuterung des Bezirksamtes. Stammesangehörige der Konkomba und Kabiyé erinnerten sich noch Jahrzehnte später an die Misshandlungen und Prügelstrafen während der deutschen Kolonialherrschaft.
Anfang Mai 1914 verließ Adolf Friedrich die Kolonie Togo, um in der Heimat einen längeren Urlaub anzutreten. Er traf am 16. Mai in Hamburg ein und reiste von dort aus in die großherzogliche Sommerresidenz nach Raben Steinfeld. Nach Beginn des Ersten Weltkrieges wurde die Kolonie Togo im August 1914 von britischen und französischen Truppen erobert. Die deutsche Polizeitruppe war diesen Truppen weit unterlegen; sie übergab die Kolonie Togo nach einigen Rückzugsgefechten am 27. August 1914 an die Briten. Obwohl damit seine Amtszeit als Gouverneur endete, verfolgte Adolf Friedrich die Entwicklung im ehemaligen deutschen Kolonialgebiet auch weiterhin. Nach dem Zweiten Weltkrieg beriet er togolesische Studenten in Deutschland in der Landessprache Ewe.

### Erster Weltkrieg
Bei Kriegsbeginn im August 1914 meldete sich Adolf Friedrich beim Generalkommando des Gardekorps. Er nahm an Kämpfen an der Westfront und an der Balkanfront teil. Später tat er an der Westfront im Rang eines Obersts in verschiedenen Führungsstäben Dienst. Mitte des Jahres 1915 reiste er nach Konstantinopel und besuchte in Anwesenheit von General Liman von Sanders das Schlachtfeld auf der Gallipolihalbinsel. Im September 1915 begab sich Herzog Adolf Friedrich erneut an den südöstlichen Kriegsschauplatz, wo er und sein Bruder Johann Albrecht dem Armeeoberkommando Gallwitz zugeteilt wurden. Hier beteiligte sich der Herzog an der Eroberung Serbiens, in deren Verlauf ihm das Eiserne Kreuz erster Klasse verliehen wurde. Er war einer der ersten deutschen Soldaten, die am 23. Oktober 1915 bei Orșova über die Donau setzten und das serbische Ufer betraten. Am 26. Oktober 1915 war er zudem am strategisch wichtigen Zusammentreffen mit einer vorgeschobenen bulgarischen Patrouille bei Brza Palanka beteiligt. Damit wurde die Verbindung mit der bulgarischen Armee und eine Landverbindung zum Osmanischen Reich hergestellt.
Im Frühjahr 1916 wurde Oberst Adolf Friedrich zu Mecklenburg zum Führer der deutsch-persischen Militärmission ernannt. Er und seine 144 Mann starke Truppe gingen Anfang April 1916 nach Mossul. Die Zusammenarbeit mit den Türken erwies sich als schwierig. Der türkische General und Befehlshaber der sechsten Osmanischen Armee Halil Pascha misstraute dem ehemaligen Gouverneur von Togo. Er hegte den Verdacht, Adolf Friedrich könnte versuchen, in Persien eine neue deutsche Kolonie zu erobern. Wegen der politischen und militärischen Unwägbarkeiten bat Adolf Friedrich Anfang Juni 1916 um seine Abberufung.

### Thronanwärter

#### Finnland
Im Frühjahr 1918 trat Adolf Friedrich zu Mecklenburg als möglicher Thronanwärter im vom Bürgerkrieg erschütterten Finnland in Erscheinung. Er galt als geeigneter Kandidat, wohl auch wegen seiner Erfahrungen als Gouverneur in Togo. Er wurde zudem von finnischen Aktivisten und Diplomaten unterstützt. Auch prominente Unterstützung wurde ihm zuteil. So unterstützten ihn und sein Vorhaben unter anderem Prinz Max von Baden, der schwedische König Gustav V. und Sven Hedin. Der in Finnland aktive deutsche General Rüdiger von der Goltz sowie ein Großteil der in Deutschland ausgebildeten finnischen Jägeroffiziere lehnten die Ambitionen des mecklenburgischen Herzogs jedoch ab. Auch die Oberste Heeresleitung und insbesondere Erich Ludendorff standen den Aktivitäten des Herzogs ablehnend gegenüber. Ludendorff verfolgte eigene Interessen, seiner Ansicht nach sollte ein Hohenzoller König von Finnland werden. Ende Mai 1918 wurde deutlich, dass Prinz Oscar von Preußen als König von Finnland in Betracht gezogen wurde. Es folgte ein monatelanges Hin und Her. Eine Kandidatur des Herzogs wurde wegen der schwindenden Unterstützung zunehmend unwahrscheinlich. Die Rücktrittsandrohung des finnischen Reichsverwesers Svinhufvud bei einer Kandidatur des mecklenburgischen Herzogs beendete schließlich alle Hoffnungen auf den finnländischen Thron. Adolf Friedrichs Reaktion auf das Scheitern der Pläne war recht ungewöhnlich, wie die von ihm lancierten Pressemeldungen zeigten. Er ließ am 28. August 1918 mitteilen, dass er zu Unrecht mit einer Kandidatur für den finnischen Thron in Verbindung gebracht worden sei. Zudem hätte er der finnischen Seite seine ablehnende Haltung zum Ausdruck gebracht. Warum er sich so deutlich von den eigenen Plänen einer Kandidatur distanzierte, ist ungeklärt. Letztendlich wählte das finnische Parlament im Oktober 1918 Friedrich Karl von Hessen zum König von Finnland.

#### Vereinigtes Baltisches Herzogtum
Am 22. September 1918 erkannte Wilhelm II. die Selbstständigkeit der unter deutschem Einfluss stehenden baltischen Länder an. Die Ausrufung des Vereinigten Baltischen Herzogtums folgte am 5. November 1918 in Riga. Adolf Friedrich zu Mecklenburg sollte die Krone des neuen Herzogtums tragen. Bis zu seiner Ankunft und Herrschaftsübernahme sollte er von dem am 9. November 1918 gegründeten zehnköpfigen Regentschaftsrat unter Führung des livländischen Landmarschalls, Baron Adolf Pilar von Pilchau, vertreten werden. Der Ausbruch der Novemberrevolution in Deutschland verhinderte jedoch den Regierungsantritt Adolf Friedrichs. Der Beschluss des Regentschaftsrates vom 28. November 1918 über die Einstellung seiner Aktivitäten besiegelte schließlich das Ende des unrealistischen Vorhabens.

### Zwischenkriegszeit und NS-Herrschaft
Nach dem Ersten Weltkrieg wurde Adolf Friedrich Vizepräsident der Deutschen Kolonialgesellschaft, in der sein Bruder Johann Albrecht von 1895 bis zu seinem Tod 1920 das Präsidentenamt innehatte. 1921 übernahm er zudem den Vorsitz des 1909 zur Unterstützung ehemaliger Kolonialkrieger gegründeten Vereins Kolonialkriegerdank. Im Juli 1934 fungierte Adolf Friedrich als Schirmherr der Deutschen Kolonialausstellung in Köln. An seiner Seite waren der Reichsleiter des Kolonialpolitischen Amtes der NSDAP Franz Ritter von Epp und der ehemalige Gouverneur Heinrich Schnee. 1935 wurde Adolf Friedrich Herzog zu Mecklenburg in das Jagdcorps Masovia zu Berlin aufgenommen.
Adolf Friedrich bereiste noch in den 1930er Jahren Afrika mit dem Auto und ging dort der Jagd nach. Seine Auslandsreisen zwischen 1934 und 1939 nach Afrika und Südamerika erfolgten im Auftrag des Werberates der deutschen Wirtschaft mit dem Ziel, Handelskontakte zu verbessern und politische Gespräche zu führen. Dahinter stand das Reichspropagandaministerium und dessen Leiter Joseph Goebbels, der am 19. Juni 1933 in einem persönlichen Treffen mit Friedrich Franz Erbgroßherzog von Mecklenburg Leitprinzipien der deutschen Auslandspropaganda in Afrika vorgegeben hatte. Friedrich Franz, der 1931 in NSDAP und SS eintrat und seit 1934 aktives Mitglied der NSDAP-Auslandsorganisation war, war ein Großneffe Adolf Friedrichs, der ihn auf einer seiner ersten Reisen in die ehemaligen Kolonialgebiete begleitete. Diese Reise diente politischen Zwecken und fand im Auftrag des Leiters der Auslandsorganisation der NSDAP Ernst Wilhelm Bohle statt. Adolf Friedrich Herzog zu Mecklenburg kannte Adolf Hitler persönlich und stand seinem politischen Programm aufgeschlossen gegenüber.

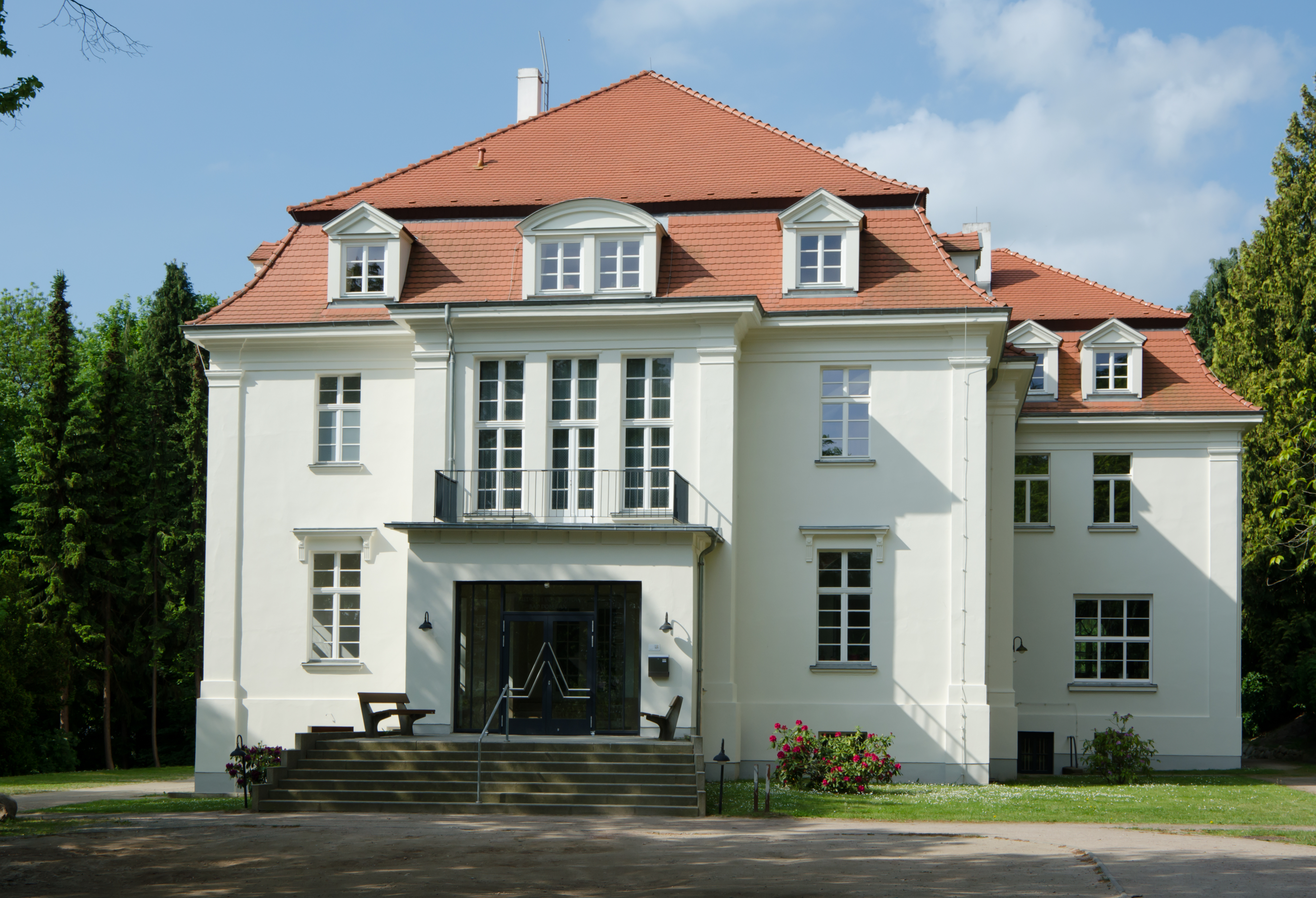
Villa „Feodora“ in Bad Doberan

### Nach dem Zweiten Weltkrieg

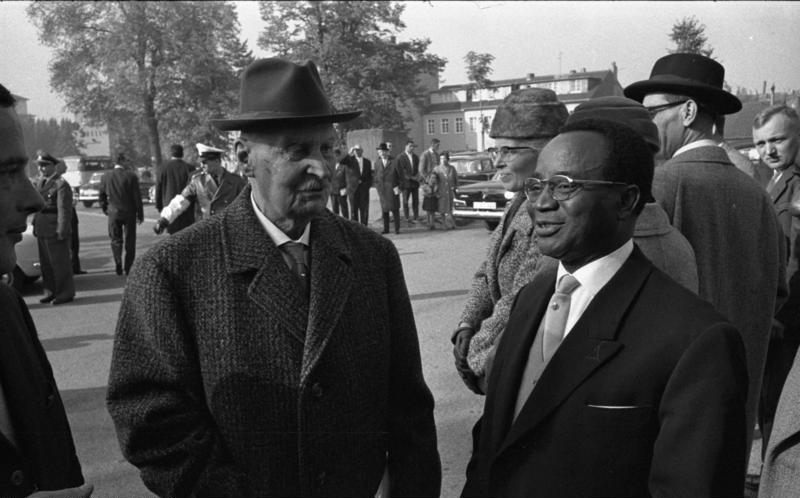
Afrika-Woche 1962 in Bonn

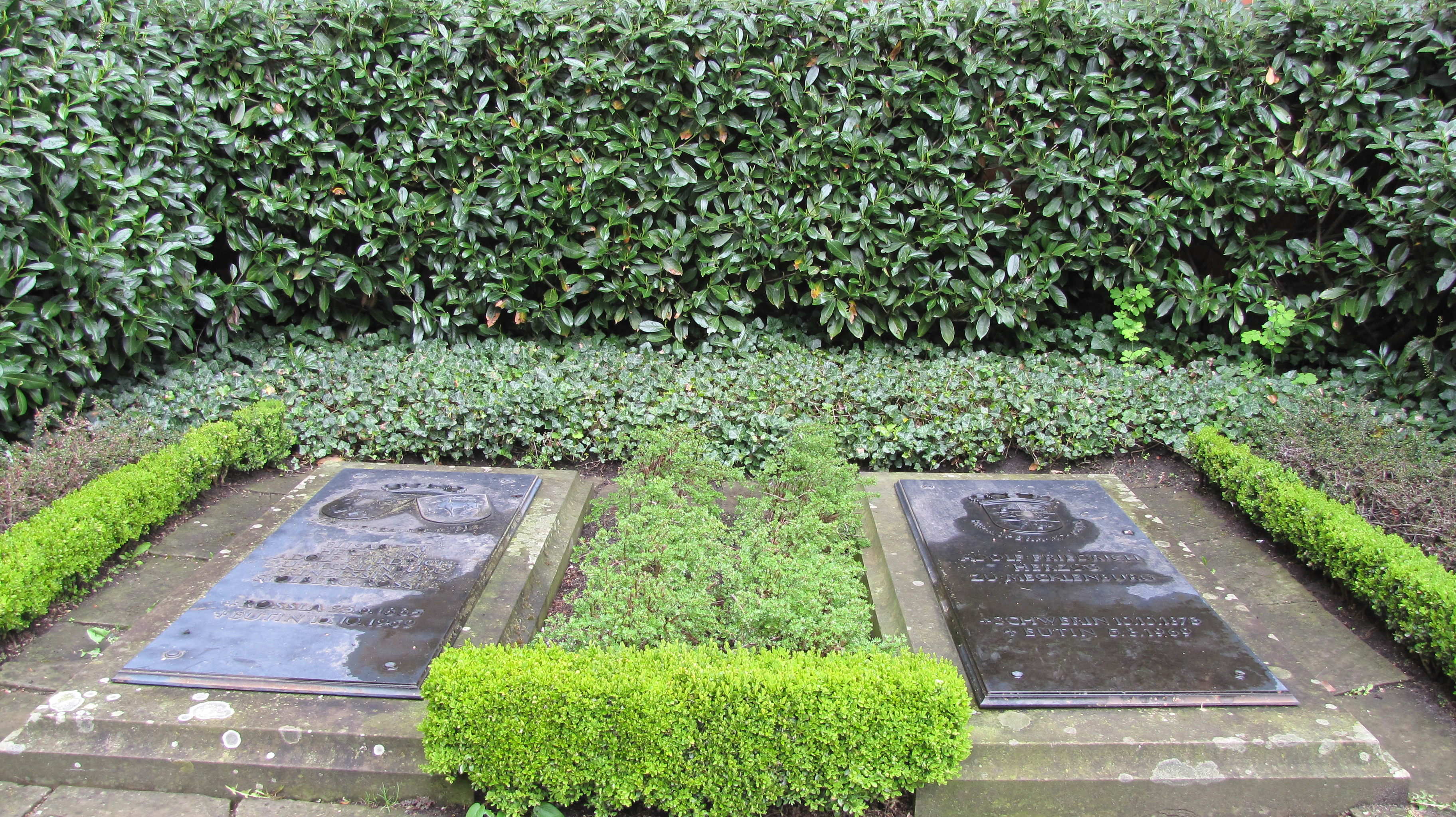
Grab von Adolf Friedrich und Elisabeth zu Stolberg-Roßla an der Südwand des Ratzeburger Doms

Nach dem Zweiten Weltkrieg bewohnte Adolf Friedrich das Schloss Eutin in Holstein. Die im Jahr 1924 erworbene repräsentative Villa Feodora in Bad Doberan musste er zum Kriegsende 1945 räumen. Ein Verbleib in der Sowjetischen Besatzungszone war für ihn und seine Familie nicht möglich.
Seiner Heimat Mecklenburg blieb Adolf Friedrich zeitlebens verbunden. So gehörte er bereits von 1926 bis 1945 der rechtskonservativen Herrengesellschaft Mecklenburg an und übernahm im Juni 1951 die Schirmherrschaft der neu gegründeten Landsmannschaft Mecklenburg.
Nach Afrika reiste er ein letztes Mal im Jahr 1960, um der Unabhängigkeitsfeier von Togo beizuwohnen.
Adolf Friedrich zu Mecklenburg verstarb am 5. August 1969 in Eutin. Der Verstorbene und später auch seine zweite Frau wurden auf dem Friedhof des Ratzeburger Doms beigesetzt.

## Wirken in Sport und Gesellschaft
Am 13. Juni 1898 gewann Rittmeister Adolf Friedrich zu Mecklenburg mit seinem fünfjährigen braunen Wallach „Chantry-post“ das große Armee-Jagdrennen in Hoppegarten. Wenige Tage später, am 26. Juni, verunglückte der Herzog während einer Reitveranstaltung in Hamburg und erlitt einen durch Huftritte verursachten Schädelbruch. Als Kaiser Wilhelm II. ihm die Jagdrennen wegen ihrer Gefährlichkeit verbot, wechselte er zum Automobilsport.
Dem Automobilsport blieb er über Jahrzehnte hinweg treu. So war er von 1928 bis 1934 Präsident des Automobilclubs von Deutschland. In dieser Funktion bekräftigte er im März 1933 die zustimmende politische Haltung des Clubs zur Machtübernahme der Nationalsozialisten in Deutschland. Er betrieb zudem nach der Vereinbarung vom 7. Oktober 1933 mit dem NSKK die Selbstauflösung der Reichsorganisation des Automobilclubs von Deutschland.
Adolf Friedrich stand in den 1920er Jahren der Jägerschaft Mecklenburgs vor und war von 1928 bis 1934 Gründungspräsident des Reichsjagdbundes, der bis 1931 alle großen deutschen Jagd- und Waldverbände unter seinem Dach vereinte. Als Bundespräsident pflegte er auch persönlichen Kontakt zum späteren Reichsjägermeister Hermann Göring. Während eines Treffens am 9. Mai 1933 erörterten die beiden passionierten Jäger die Vereinheitlichung des deutschen Jagdwesens unter den neuen politischen Verhältnissen.
Adolf Friedrich war außerdem im Vorstand des Deutschen Schützenbundes aktiv. Des Weiteren war er von 1923 bis 1945 der Vorsitzende des Doberaner Rennvereins und seit 1925 Präsident des Golf Clubs in Heiligendamm sowie des Tennisclubs Blau-Weiß.
Adolf Friedrich zu Mecklenburg war seit Januar 1933 Beisitzer im Organisationskomitee der Olympischen Spiele von 1936 in Berlin. Von 1926 bis 1956 war Adolf Friedrich Mitglied des Internationalen Olympischen Komitees und 1949 bis 1951 Präsident des Olympischen Komitees für Deutschland. Er stellte sicher, dass das junge Deutsche Olympische Komitee wieder international anerkannt wurde. In Anerkennung seiner Verdienste um den deutschen Sport verlieh ihm Bundespräsident Theodor Heuss im Jahr 1953 das Große Verdienstkreuz der Bundesrepublik Deutschland mit Stern und Schulterband des Verdienstordens. Auch international wurden seine Verdienste um den Sport gewürdigt, so wurde er anlässlich der in Melbourne stattfindenden XVI. Olympischen Spiele zum IOK Mitglied auf Lebenszeit gewählt.

## Auszeichnungen

### Orden und Ehrenzeichen
(Quelle: Mecklenburg-Schwerinscher Staatskalender 1916)
- Hausorden der Wendischen Krone, Großkreuz mit der Krone in Erz und der Ordenskette
- Großkreuz des Greifenordens
- Militärverdienstkreuz (Mecklenburg), I. und II. Klasse
- Mecklenburgische Gedächtnismedaille Friedrich Franz III.
- Mecklenburgische Kriegervereinsmedaille
- Eisernes Kreuz 1. und 2. Klasse
- Militärverdienstorden (Bayern), Ritterkreuz I. Klasse
- Ehrenkreuz I. Klasse des Fürstlichen Hausordens von Hohenzollern
- Schwarzer Adlerorden mit Kette
- Großkreuz des Roter Adlerordens
- Ehrenkommendator, Ehrenmitglied, zuvor Rechtsritter des Johanniterordens[68]
- Hausorden der Rautenkrone
- Hubertusorden
- Oldenburgischer Haus- und Verdienstorden des Herzogs Peter Friedrich Ludwig, Großkreuz mit Kette
- Orden der Württembergischen Krone, Großkreuz
- Orden Heinrichs des Löwen, Großkreuz
- Hausorden vom Weißen Falken, Großkreuz
- Sachsen-Meiningensches Ehrenkreuz für Verdienste im Kriege
- Reußisches Ehrenkreuz I. Klasse mit Schwertern
- Orden vom Niederländischen Löwen, Großkreuz
- Takovo-Orden, Großkreuz
- Alexander-Newski-Orden, einschließlich der niederen Orden:[69]

- Kaiserlich-Königlicher Orden vom Weißen Adler
- St.-Annen-Orden
- Sankt-Stanislaus-Orden

- Österreichisch-kaiserlicher Leopold-Orden, Großkreuz
- Militärverdienstkreuz (Österreich), 2. Klasse (Kriegsdekoration)
- Kronenorden (Belgien), Großkreuz
- St. Alexander-Orden, Großkreuz
- Militärorden für Tapferkeit 2. Klasse mit Schwertern
- Osmanje-Orden, I. Klasse
- Eiserner Halbmond
- İmtiyaz Nişanı, Gold und Silber
- Weißer Elefantenorden, Großkreuz
- Gedächtnismedaille für den Großherzog Adolf Friedrich V. (Mecklenburg-Strelitz)
- Silberhochzeitsmedaille Kaiser Wilhelm II.
- Großherzoglich Sächsische Ehejubiläumsmedaille in Gold
- Niederländische Vermählungs-Erinnerungsmedaille 1901
- Königlich Rumänische Jubiläumsmedaille Karl I.
- Preußisches Dienstauszeichnungskreuz
- Verdienstzeichen für Kunst und Wissenschaft in Gold[70]
- Goldene Gustav-Nachtigal-Medaille[71]

### Ehrentitel
- Ehrendoktorwürde der philosophischen Fakultät der Universität Rostock.[72][73]
- Ehrendoktorwürde der medizinischen Fakultät der Universität Rostock, verliehen am 27. November 1919 (dem 2. Festtag) anlässlich des 500-jährigen Jubiläums der Universität.[74][75]

### À la suite
- des Holsteinischen Feldartillerie-Regiments Nr. 24 (1. Großherzoglich Mecklenburgische Abteilung)[76]
- des Königlich Preußischen Garde Kürassier-Regiments[76]
- des Großherzoglich Mecklenburgischen Feldartillerie-Regiments Nr. 60
- des 2. Garde-Dragoner-Regiments „Kaiserin Alexandra von Russland“
- der Kaiserlichen Schutztruppe

## Rezeption
Nach ihm benannt ist die Echsengattung Adolfus.

## Schriften

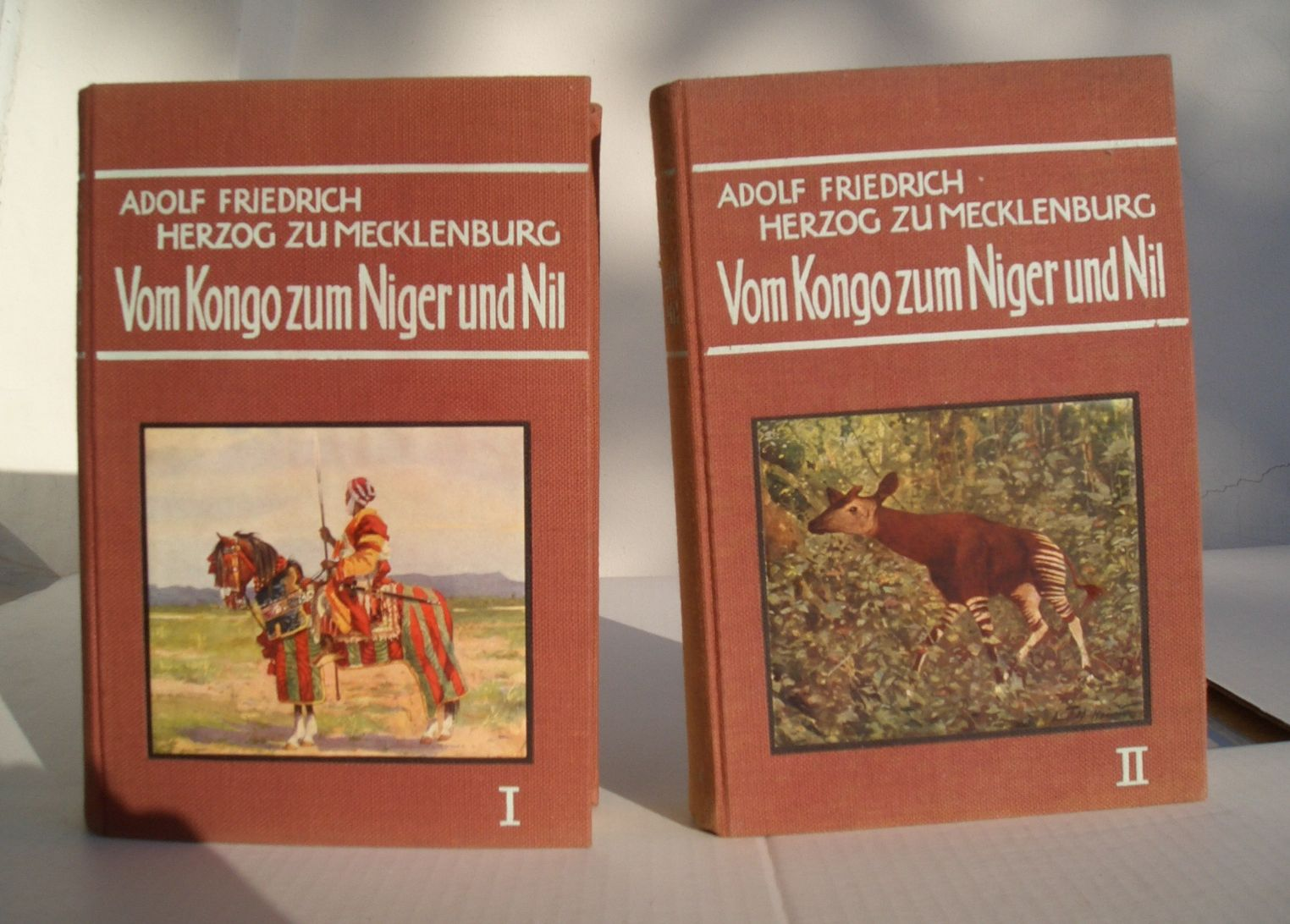
Vom Kongo zum Niger und Nil. Einbandillustrationen und Zeichnungen von Ernst M. Heims (1886–1922).

- Treibt Sport! Ein Weck- und Mahnruf an Deutschlands Jugend. Grehtlein & Co., Leipzig 1908.
- Ins innerste Afrika: Bericht über den Verlauf der wissenschaftlichen Zentral-Afrika-Expedition 1907/08. P. E. Lindner, Leipzig 1909 (Digitalisat).
- Im Hinterlande von Deutsch-Ostafrika. Herrmann & Ferdinand Schaffstein, Köln 1910.
- Quer durch den Kongostaat. Verlag der Jugendblätter (C. Schnell), München 1910.
- Vom Kongo zum Niger und Nil, Berichte der deutschen Zentralafrika-Expedition 1910/11. F. A. Brockhaus, Leipzig 1912 (Digitalisate: Band 1, Band 2).
- Wissenschaftliche Ergebnisse der Deutschen Zentral-Afrika-Expedition unter Führung Adolf Friedrichs, Herzog zu Mecklenburg. Leipzig 1927. (Digitalisat)
- [Mitwirkung und Geleitwort]. In: Heinrich Pfeiffer (Hrsg.): Heiss war der Tag. Das Kolonialbuch für das junge Deutschland. Neufeld & Henius, Berlin 1933.
- Kolonialer Aufbau mit dem ganzen Volk. In: Das Buch der Deutschen Kolonien. Wilhelm Goldmann Verlag, Leipzig 1937, S. 344 f.